# Веслоноги рачета
Веслоногите рачета (Copepoda) са подклас животни от клас Челюстнокраки (Maxillopoda).
Таксонът е описан за пръв път от Анри Милн Едуардс през 1840 година.

## Разреди
Инфраклас Neocopepoda Huys & Boxshall, 1991
- Надразред Gymnoplea Giesbrecht, 1882
  - Calanoida G. O. Sars, 1903
- Надразред Podoplea Giesbrecht, 1882
  - Cyclopoida Burmeister, 1834
  - Gelyelloida Huys, 1988
  - Harpacticoida G. O. Sars, 1903
  - Misophrioida Gurney, 1933
  - Monstrilloida Sars, 1901
  - Mormonilloida Boxshall, 1979
  - Poecilostomatoida Thorell, 1859
  - Siphonostomatoida Thorell, 1859

Инфраклас Progymnoplea Lang, 1948
- Platycopioida Fosshagen, 1985